# Henckelia humboldtiana
Henckelia humboldtiana är en tvåhjärtbladig växtart som först beskrevs av George Gardner, och fick sitt nu gällande namn av A. Weber och Brian Laurence Burtt. Henckelia humboldtiana ingår i släktet Henckelia och familjen Gesneriaceae. Inga underarter finns listade i Catalogue of Life.